# The Legion
The Legion ist eine schwedische Black-Metal-Band aus Jönköping, die im Jahr 1996 unter dem Namen Tyrant gegründet wurde.

## Geschichte
Die Band wurde im Jahr 1996 von Kung Trollheim (E-Bass, Gesang), Lord Thurisaz (Schlagzeug), David Svartz (E-Gitarre) und Tiwaz (E-Gitarre) unter dem Namen Tyrant gegründet. Zusammen nahmen sie im Jahr 1998 das Demo Rise of the Fallen auf. Kung Trollheim verließ bald die Band und wurde durch den Bassisten Anne „Ahrijan“ Marek ersetzt. Im Jahr 1999 änderten sie ihren Namen in The Legion. Die Aufstellung änderte sich erneut und bestand nun aus Anne „Ahrijan“ Marek (E-Bass), David Svartz (E-Gitarre), Emil Dragutinovic (Schlagzeug), Rikard Kottelin (E-Gitarre) und Lars Martinsson (E-Bass, Gesang).
Zusammen veröffentlichten sie im Jahr 2000 das erste Demo Bloodaeons (Neodawn Productions) und im Jahr 2003 die EP Awakened Fury (Deepsend Records). Im Juni 2003 begab sich die Band ins Abyss Studio, um ihr Debütalbum Unseen to Creation aufzunehmen. Das Album wurde später im Jahr bei Listenable Records veröffentlicht.
Im Jahr 2004 folgte eine Tour durch Europa. Nach einer kleinen Pause im Jahr 2005, folgte das nächste Album Revocation im Jahr 2006. Es wurde teilweise im Endarker Studio des Marduk-Bassisten Magnus Devo Andersson, teilweise im Art Decay Studio des Gitarristen Kottelin aufgenommen.
Das dritte Album A Bliss to Suffer wurde komplett von den Bandmitgliedern selbst produziert. Es wurde im Jahr 2009 über Listenable Records veröffentlicht.

## Stil
Besonders charakteristisch ist die hohe Aggressivität sowie die hohe Geschwindigkeit der Stücke. The Legion wird mit anderen schwedischen Black-Metal-Bands wie Naglfar, Setherial, Marduk oder Dark Funeral verglichen. Die Stücke weisen auch Einflüsse aus dem US-amerikanischen Death Metal auf. Dragutinovic, der von 2002 bis 2007 selbst Schlagzeuger bei Marduk war, sieht die Vergleiche des Albums Unseen to Creation mit Marduk und Dark Funeral als unzutreffend an, beschreibt allerdings die stilistische Entwicklung als Fortschritt von einem dark-funeral-artigen zu einem eher atmosphärischen, chaotischen, schnellen und irrsinnigen Black Metal.

## Diskografie

### Als Tyrant
- 1998: Rise of the Fallen (Demo, Eigenveröffentlichung)

### Als The Legion
- 2000: Bloodaeons (Demo, Neodawn Productions)
- 2001: Promo ‘01 (Demo, Eigenveröffentlichung)
- 2003: Awakened Fury (EP, Deepsend Records)
- 2003: Unseen to Creation (Album, Listenable Records)
- 2006: Revocation (Album, Listenable Records)
- 2009: A Bliss to Suffer (Album, Listenable Records)